# Earinus scitus
Earinus scitus är en stekelart som beskrevs av Günther Enderlein 1920. Earinus scitus ingår i släktet Earinus och familjen bracksteklar. Inga underarter finns listade i Catalogue of Life.